# Франсіско Амат
Франсіско Амат (ісп. Francisco Amat, 21 березня 1943) — іспанський хокеїст на траві.
Учасник Олімпійських Ігор 1964, 1968, 1972 років.